# 苫米地四楼
苫米地 四楼（とまべち しろう、1885年（明治18年）4月1日 - 1952年（昭和27年））は、大日本帝国陸軍軍人。最終階級は陸軍少将。位階勲等功級は正三位勲二等功三級。

## 経歴
青森県上北郡藤坂村出身。苫米地義三の弟。1907年（明治40年）陸軍士官学校第19期卒業、陸軍歩兵少尉に任官。のち1911年（明治44年）陸軍大学校に入校し1914年（大正3年）同校第26期卒業。
1930年（昭和5年）近衛師団司令部附（大正大学配属将校）、1931年（昭和6年）陸軍歩兵大佐、1933年（昭和8年）歩兵第35連隊長、1935年（昭和10年）第9師団司令部附を経て、同年、陸軍少将・歩兵第29旅団長に任官する。
その後、1937年（昭和12年）8月2日に待命、のち同月22日に予備役を経て、召集を受けて同年9月に新編の歩兵第104旅団長（第1軍、第108師団）となり、石家荘攻略に出征。宋哲元軍を破り、次いで太原を敗走した閻錫山の根拠地である臨汾を攻め落とした。翌年の1938年（昭和13年）召集解除、1945年（昭和20年）津軽要塞司令官に任ぜられ、終戦を迎えた。
1947年（昭和22年）11月28日、公職追放仮指定を受けた。

## 親族
- 兄：苫米地義三（政治家）[2]

## 栄典
- 1940年（昭和15年）8月15日 - 紀元二千六百年祝典記念章[9]